# Río Tumusla
Der Río Tumusla ist ein Fluss im Anden-Hochgebirge des südlichen Bolivien.
Der Fluss hat eine Gesamtlänge von 303 Kilometern und durchfließt das Departamento Potosí und das Departamento Chuquisaca in nordwest-südöstlicher Richtung. Die Quellregion des Flusses liegt etwa 20 km nordöstlich des schnee- und eisbedeckten Vulkans Nuevo Mundo in einer Höhe von etwa 4.850 m. Anders als in Mitteleuropa führen bolivianische Flüsse sehr häufig einen einheitlichen Namen nicht von der Quelle bis zur Mündung, sondern tragen für aufeinanderfolgende Flussabschnitte unterschiedliche Namen. So trägt der Tumusla in seinem Verlauf die Namen Río Llápá, Río Yurá, Río Tacora, Río Toropalca und Río Chati, bis er die Ortschaft Tumusla 110 km vor seiner Mündung erreicht.
Der Río Tumusla fließt vorbei an den Ortschaften Yura, Toropalca und Tumusla und erreicht nahe der Ortschaft Villa Abecia den Río San Juan del Oro. Dieser trägt ab der Tumusla-Mündung den Namen Río Camblaya und fließt über den Río Pilaya in den Río Pilcomayo, der zum Flusssystem des Río de la Plata gehört.
Der Río Tumusla durchquert auf seinem Weg vier Provinzen: im Departamento Potosí die Provinz Antonio Quijarro und die Provinz Nor Chichas, im Departamento Chuquisaca die Provinz Nor Cinti und die Provinz Sud Cinti.
Der Fluss hat sich tief in die karge Gebirgslandschaft eingegraben, sein Flussbett hat über weite Strecken eine Breite von unter 50 Metern. Die Region entlang des Flusslaufs ist aufgrund der hohen Reliefenergie nur gering besiedelt, Landwirtschaft wird vor allem auf den Schwemmfächern entlang des Río Tumusla betrieben.